# Rudolf Schmidt
Rudolf Schmidt (Berlim, 12 de maio de 1886 — Krefeld, 7 de abril de 1957) foi um general alemão que atuou durante a Segunda Guerra Mundial, tendo comandado o 2º Exército.

## História
Rudolf Schmidt era um oficial cadete em 1906 e serviu na infantaria, participando na Primeira Guerra Mundial. Ele continuou com a sua carreira militar no período do pós-Primeira Guerra Mundial (1914-18), obtendo a patente de Oberst em 1 de Outubro de 1933.
Foi promovido para Generalmajor em 1 de Outubro de 1936, Generalleutnant em 1 de Junho de 1938 estando no comando da 1ª Divisão Panzer no início da Segunda Guerra Mundial. Foi promovido para General der Panzertruppe no dia 1 de Junho de 1940, e Generaloberst no dia 1 de Janeiro de 1942.
Durante este período, ele comandou o XXXIX Corpo de Exército (1 de Fevereiro de 1940) e após o 2º Exército (15 de Novembro de 1941) e o 2º Exército Panzer (25 de Dezembro de 1941). Ele deixou este comando no dia 10 de Julho de 1943 e em seguida deixou o serviço ativo em 30 de Setembro do mesmo ano.
Foi feito prisioneiro pelos Soviéticos em 1945 e foi libertado somente em 1955. Veio a falecer em Krefeld em 7 de Abril de 1957. Foi condecorado com a Cruz de Cavaleiro da Cruz de Ferro (3 de Junho de 1940), com Folhas de Carvalho (10 de Julho de 1941, n° 19).

## Condecorações
- Cruz de Ferro (1914) 2ª Classe
- Cruz de Ferro (1914) 1ª Classe
- Cruz de Ferro (1939) 2ª Classe - 22 de setembro de 1939[3]
- Cruz de Ferro (1939) 1ª Classe - 2 de outubro de 1939[3]
- Cruz de Cavaleiro da Cruz de Ferro - 3 de junho de 1940[4][5]
- Cruz de Cavaleiro da Cruz de Ferro com Folhas de Carvalho (nº 19) - 10 de julho de 1941[4][5]